# Jardins de Ramon Aramon i Serra
Els Jardins de Ramon Aramon i Serra són una zona verda del barri d'Hostafrancs de Barcelona. És tracta de l'interior de l'illa delimitada pels carrers de la Creu Coberta, Mir i Geribert, Cap de Guaita i Leiva.
Aquest espai, era anteriorment u un solar sense cap ús i s'arrenjà com a zona verda l'any 2015. El jardí, de gairebé 2.000 metres quadrats de superfície, permet connectar els carrer Mir Geribert amb Cap de Guaita i Leiva, mitjançant un passeig verd. L'espai té dos vials per a vianants amb paviment de llambordes, envoltats de parterres amb arbres de les espècies Jacaranda mimosifolia, Fraxinus angustifolia, Prunus serratula i altres espècies arbustives. Hi ha una zona infantil adequada amb sorra i sauló. També s'hi han posat bancs, una font, papereres, baranes i fanals. i arbrat amb paviment de llambordes. Aquest incorpora mobiliari urbà propi d'una zona verda així com un espai de jocs infantils. Els usos d'aquest nou espai públic, així com el disseny, van ser acordats amb les entitats, els veïns i els comerciants del barri d'Hostafrancs.
Ramon Aramon i Serra, fou un medievalista i president d'honor de l'IEC, nascut al carrer Alcolea, al mateix barri on hi ha aquests jardins que li dediquen memòria.